# Том Макклінток
Томас Міллер «Том» Макклінток (англ. Thomas Miller «Tom» McClintock; нар. 10 липня 1956, Вайт-Плейнс, Нью-Йорк) — американський політик, з 2009 року представляє 4-й округ штату Каліфорнія у Палаті представників США. Член Республіканської партії.
У 1988 році він закінчив Каліфорнійський університет у Лос-Анджелесі і працював журналістом. У той же час, він почав політичну кар'єру. З 1982 по 1992 і з 1996 по 2000 Макклінток був членом Державних зборів Каліфорнії, з 2000 по 2008 він входив до Сенату штату. У 1992 році невдало балотувався до Конгресу, у 2003 році змагався за посаду губернатора Каліфорнії і посів третє місце. У 2006 він також намагався стати кандидатом у віце-губернатори.
Одружений, має двох дітей. Живе у місті Елк-Гроув.